# كوندور تكنولوجيز
كوندور تكنولوجيز شركة برازيلية لصناعة الأسلحة ومعروفة أكثر ببيعها وتصدير الغاز المسيل للدموع الذي تستعمله أجهزة الأمن. ومقر الشركة في ريو دي جانيرو.

## روابط خارجية
- الموقع الرسمي للشركة